# Perochirus guentheri
Espèce
Statut de conservation UICN

 DD  : Données insuffisantes
Perochirus guentheri est une espèce de geckos de la famille des Gekkonidae.

## Répartition
Cette espèce est endémique du Vanuatu.

## Description
C'est un geckos insectivore, nocturne et arboricole.

## Étymologie
Cette espèce est nommée en l'honneur d'Albert Charles Lewis Günther.

## Publication originale
- Boulenger, 1885 : Catalogue of the lizards in the British Museum (Natural History) I. Geckonidae, Eublepharidae, Uroplatidae, Pygopodidae, Agamidae. Second edition, London, vol. 1, p. 1-436 (texte intégral).